# Megafauna

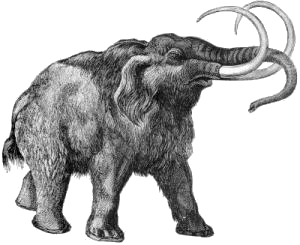
El mamut és un exemple de megafauna extinta.

Corbes de supervivència de les poblacions de mamífers de grans dimensions des de l'arribada de lHomo sapiens a l'Àfrica, Austràlia, Amèrica del Nord i Madagascar, expressades en el percentatge de disminució d'espècies al llarg del logaritme d'un quiloany (ka, mil anys).

La megafauna són el conjunt d'espècies d'animals terrestres grans. El concepte "grans" varia segons l'autor i va des de 40 kg passant per 44 kg, 45 kg, 100 kg, fins a 250 kg. En aquest darrer cas, s'acostumen a dividir en megafauna petita (250–500 kg), mitjana (500–1.000 kg) i gran (més de 1.000 kg).
La megafauna està constituïda tant per espècies existents com per espècies que s'han extingit en temps geològics recents. Els animals classificats com a megafauna són normalment estrategs de la K, amb una llarga longevitat, taxa de creixement baixa, taxa de mortalitat també baixa, i amb pocs depredadors capaços de matar adults. Aquestes característiques han fet la megafauna extremament vulnerable a l'explotació humana. Els grans animals amb popularitat, sovint anomenats megafauna carismàtica, són sovint utilitzats pels grups ecologistes per a promoure l'atenció de la gent respecte al mal que estem infligint als ecosistemes.